# Liste des espèces de plantes menacées en Australie
La liste des espèces de plantes menacées en Australie ci-dessous comprend toutes les espèces végétales énumérées comme gravement menacées ou en danger critique d'extinction en Australie selon l’Environment Protection and Biodiversity Conservation Act 1999.

## En danger critique d'extinction
| Espèce                                                     | Nom commun anglais                                           | Localisation(s) |
| ---------------------------------------------------------- | ------------------------------------------------------------ | --------------- |
| Abutilon julianae                                          | Norfolk Island Abutilon                                      | Île Norfolk     |
| Acacia sp. Graveside Gorge (V.J.Levitzke 806) NT Herbarium | buisson                                                      | NT              |
| Achyranthes arborescens                                    | Chaff Tree, Soft-wood                                        | Île Norfolk     |
| Achyranthes margaretarum                                   |                                                              | Île Norfolk     |
| Arachnorchis actensis                                      | Canberra Spider-orchid                                       | ACT             |
| Argentipallium spiceri                                     | Spicer's Everlasting                                         | TAS             |
| Arthrochilus huntianus subsp. nothofagicola                | Myrtle Elbow Orchid                                          | TAS             |
| Asplenium listeri                                          | Christmas Island Spleenwort                                  | Île Christmas   |
| Barbarea australis                                         | Native Wintercress                                           | TAS             |
| Boehmeria australis var. australis                         | Tree Nettle, Nettletree                                      | Île Norfolk     |
| Caladenia anthracina                                       | Black-tipped Spider-orchid                                   | TAS             |
| Caladenia campbellii                                       | Thick-stem Caladenia                                         | TAS             |
| Caladenia dienema                                          | Windswept Spider-orchid                                      | TAS             |
| Caladenia lindleyana                                       | Lindley's Spider-orchid                                      | TAS             |
| Caladenia pallida                                          | Rosy Spider-orchid, Pale Spider-orchid, Summer Spider-orchid | TAS             |
| Caladenia saggicola                                        | Sagg Spider-orchid                                           | TAS             |
| Caladenia sp. aff. venusta                                 | Kilsyth South Spider-orchid                                  | VIC             |
| Caladenia sylvicola                                        | Forest Fingers                                               | TAS             |
| Caladenia tonellii                                         | Robust Fingers                                               | TAS             |
| Calystegia affinis                                         | plante rampante                                              | NSW             |
| Clematis dubia                                             | plante rampante                                              | Île Norfolk     |
| Corunastylis ectopa                                        | Brindabella Midge-orchid, Ectopic Midge-orchid               | ACT             |
| Eidothea hardeniana                                        | Nightcap Oak                                                 | NSW             |
| Elatostema montanum                                        | Mountain Procris                                             | Île Norfolk     |
| Elymus multiflorus var. kingianus                          | Phillip Island Wheat-grass                                   | ACT, NSW        |
| Epacris barbata                                            | Bearded Heath, Freycinet Heath                               | TAS             |
| Epacris limbata                                            | Border Heath                                                 | TAS             |
| Epacris stuartii                                           | Stuart's Heath                                               | TAS             |
| Euphorbia norfolkiana                                      | buisson, Norfolk Island Euphorbia                            | Île Norfolk     |
| Euphrasia fragosa                                          | Shy Eyebright, Southport Eyebright                           | TAS             |
| Euphrasia gibbsiae subsp. psilantherea                     | herbe                                                        | TAS             |
| Genoplesium firthii                                        | Firth's Midge-orchid                                         | TAS             |
| Gyrostemon reticulatus                                     | Net-veined Gyrostemon                                        | WA              |
| Haloragis platycarpa                                       | Broad-fruited Haloragis                                      | WA              |
| Hibiscus insularis                                         | Phillip Island Hibiscus                                      | Île Norfolk     |
| Hydatella leptogyne                                        | Few-flowered Hydatella                                       | WA              |
| Lomatia tasmanica                                          | King's Lomatia                                               | TAS             |
| Melicytus latifolius                                       | Norfolk Island Mahoe                                         | Île Norfolk     |
| Meryta latifolia                                           | Shade Tree, Broad-leaved Meryta                              | Île Norfolk     |
| Muehlenbeckia horrida subsp. abdita                        | Remote Thorny Lignum                                         | WA              |
| Myoporum obscurum                                          | Popwood, Sandalwood, Bastard Ironwood                        | Île Norfolk     |
| Persoonia pauciflora                                       | North Rothbury Persoonia                                     | NSW             |
| Phebalium daviesii                                         | Davies' Waxflower, St Helens Waxflower                       | TAS             |
| Philotheca freyciana                                       | Freycinet Waxflower                                          | TAS             |
| Phreatia limenophylax                                      | Norfolk Island Phreatia                                      | Île Norfolk     |
| Pimelea spinescens subsp. spinescens                       | Plains Rice-flower, Spiny Rice-flower, Prickly Pimelea       | VIC             |
| Pneumatopteris truncata                                    | fougère                                                      | Île Christmas   |
| Prasophyllum castaneum                                     | Chestnut Leek-orchid                                         | TAS             |
| Prasophyllum favonium                                      | Western Leek-orchid                                          | TAS             |
| Prasophyllum milfordense                                   | Milford Leek-orchid                                          | TAS             |
| Prasophyllum olidum                                        | Pungent Leek-orchid                                          | TAS             |
| Prasophyllum perangustum                                   | Knocklofty Leek-orchid                                       | TAS             |
| Prasophyllum pulchellum                                    | Pretty Leek-orchid                                           | TAS             |
| Prasophyllum robustum                                      | Robust Leek-orchid                                           | TAS             |
| Prasophyllum stellatum                                     | Ben Lomond Leek-orchid                                       | TAS             |
| Pterostylis commutata                                      | Midland Greenhood                                            | TAS             |
| Pterostylis wapstrarum                                     | Fleshy Greenhood                                             | TAS             |
| Pultenaea sp. Genowlan Point                               | Genowlan Point Pultenaea                                     | NSW             |
| Sagina diemensis                                           | Pearlwort                                                    | TAS             |
| Tetratheca gunnii                                          | Shy Susan                                                    | TAS             |
| Thelymitra jonesii                                         | Sky-blue Sun-orchid                                          | TAS             |
| Wikstroemia australis                                      | Kurrajong                                                    | Île Norfolk     |

## Gravement menacées
| Espèce                                                                                   | Nom commun anglais                                                                      | Localisation(s)    |
| ---------------------------------------------------------------------------------------- | --------------------------------------------------------------------------------------- | ------------------ |
| Acacia aprica                                                                            | Blunt Wattle                                                                            | WA                 |
| Acacia aristulata                                                                        | Watheroo Wattle                                                                         | WA                 |
| Acacia ataxiphylla subsp. magna                                                          | Large-fruited Tammin Wattle                                                             | WA                 |
| Acacia auratiflora                                                                       | Orange-flowered Wattle                                                                  | WA                 |
| Acacia brachypoda                                                                        | Western Wheatbelt Wattle                                                                | WA                 |
| Acacia cochlocarpa subsp. cochlocarpa                                                    | Spiral-fruited Wattle                                                                   | WA                 |
| Acacia cretacea                                                                          | Chalky Wattle                                                                           | SA                 |
| Acacia enterocarpa                                                                       | Jumping-jack Wattle                                                                     | SA, VIC            |
| Acacia gordonii                                                                          |                                                                                         | NSW                |
| Acacia insolita subsp. recurva                                                           | Yornaning Wattle                                                                        | WA                 |
| Acacia lanuginophylla                                                                    | Woolly Wattle                                                                           | WA                 |
| Acacia leptalea                                                                          | Chinocup Wattle                                                                         | WA                 |
| Acacia lobulata                                                                          | Chiddarcooping Wattle                                                                   | WA                 |
| Acacia pharangites                                                                       | Wongan Gully Wattle                                                                     | WA                 |
| Acacia pinguifolia                                                                       | Fat-leaved Wattle                                                                       | SA                 |
| Acacia porcata                                                                           |                                                                                         | QLD                |
| Acacia pygmaea                                                                           | Dwarf Rock Wattle                                                                       | WA                 |
| Acacia recurvata                                                                         | Recurved Wattle                                                                         | WA                 |
| Acacia rhamphophylla                                                                     | Kundip Wattle                                                                           | WA                 |
| Acacia ruppii                                                                            | Rupp's Wattle                                                                           | NSW                |
| Acacia sciophanes                                                                        | Wundowlin Wattle, Ghost Wattle                                                          | WA                 |
| Acacia sp. Dandaragan (S.van Leeuwen 269)                                                | Dandaragan Wattle                                                                       | WA                 |
| Acacia subflexuosa subsp. capillata                                                      | buisson                                                                                 | WA                 |
| Acacia terminalis subsp. terminalis                                                      | Sunshine Wattle                                                                         | NSW                |
| Acacia vassalii                                                                          | Vassal's Wattle                                                                         | WA                 |
| Acacia volubilis                                                                         | Tangled Wattle, Tangle Wattle                                                           | WA                 |
| Acacia whibleyana                                                                        | Whibley Wattle                                                                          | SA                 |
| Acronychia littoralis                                                                    | Scented Acronychia                                                                      | NSW, QLD           |
| Adenanthos dobagii                                                                       | Fitzgerald Woollybush                                                                   | WA                 |
| Adenanthos eyrei                                                                         | Toolinna Adenanthos                                                                     | WA                 |
| Adenanthos pungens subsp. effusus                                                        | Sprawling Spiky Adenanthos                                                              | WA                 |
| Adenanthos velutinus                                                                     | Velvet Woollybush                                                                       | WA                 |
| Agrostis adamsonii                                                                       | Adamson's Blown-grass                                                                   | VIC                |
| Agrostis limitanea                                                                       | Spalding Blown Grass                                                                    | SA                 |
| Alectryon ramiflorus                                                                     |                                                                                         | QLD                |
| Allocasuarina defungens                                                                  |                                                                                         | NSW                |
| Allocasuarina emuina                                                                     | Emu Mountain Sheoak                                                                     | QLD                |
| Allocasuarina glareicola                                                                 |                                                                                         | NSW                |
| Allocasuarina portuensis                                                                 |                                                                                         | NSW                |
| Allocasuarina thalassoscopica                                                            |                                                                                         | QLD                |
| Amyema scandens                                                                          |                                                                                         | NSW                |
| Andersonia axilliflora                                                                   | Giant Andersonia                                                                        | WA                 |
| Andersonia gracilis                                                                      | Slender Andersonia                                                                      | WA                 |
| Anigozanthos bicolor subsp. minor                                                        | Small Two-colour Kangaroo Paw                                                           | WA                 |
| Apatophyllum constablei                                                                  |                                                                                         | NSW                |
| Aponogeton bullosus                                                                      |                                                                                         | QLD                |
| Aponogeton proliferus                                                                    | herbe aquatique                                                                         | QLD                |
| Archontophoenix myolensis                                                                | The Myola Archontophoenix                                                               | QLD                |
| Aristida granitica                                                                       |                                                                                         | QLD                |
| Asterolasia elegans                                                                      |                                                                                         | NSW                |
| Astrotricha roddii                                                                       |                                                                                         | NSW, QLD           |
| Atalaya collina                                                                          |                                                                                         | QLD                |
| Austromyrtus fragrantissima                                                              | Scale Myrtle, Sweet Myrtle                                                              | NSW, QLD           |
| Austromyrtus gonoclada                                                                   | Angle-stemmed Myrtle                                                                    | QLD                |
| Baeckea kandos                                                                           | buisson                                                                                 | NSW                |
| Ballantinia antipoda                                                                     | Southern Shepherd's Purse                                                               | VIC                |
| Banksia brownii                                                                          | Brown's Banksia, Feather-leaved Banksia                                                 | WA                 |
| Banksia cuneata                                                                          | Matchstick Banksia, Quairading Banksia                                                  | WA                 |
| Banksia oligantha                                                                        | Wagin Banksia                                                                           | WA                 |
| Bertya ingramii                                                                          | buisson                                                                                 | NSW                |
| Bertya sp. Beeron Holding (P.I.Forster 5753)                                             |                                                                                         | QLD                |
| Bertya tasmanica subsp. tasmanica                                                        | Tasmanian Bertya                                                                        | TAS                |
| Beyeria lepidopetala                                                                     | Short-petalled Beyeria, Small-petalled Beyeria                                          | WA                 |
| Billardiera mollis                                                                       | Hairy-fruited Billardiera                                                               | WA                 |
| Blechnum norfolkianum                                                                    | Norfolk Island Water-fern                                                               | ACT                |
| Boronia capitata subsp. capitata                                                         |                                                                                         | WA                 |
| Boronia exilis                                                                           | Scott River Boronia                                                                     | WA                 |
| Boronia granitica                                                                        | Granite Boronia                                                                         | NSW, QLD           |
| Boronia repanda                                                                          | Repand Boronia, Border Boronia                                                          | NSW, QLD           |
| Boronia revoluta                                                                         | Ironcap Boronia                                                                         | WA                 |
| Borya mirabilis                                                                          | Grampians Pincushion-lily                                                               | VIC                |
| Brachyscome muelleri                                                                     |                                                                                         | SA                 |
| Brachysema papilio                                                                       | Butterfly-leaved brachysema                                                             | WA                 |
| Burmannia sp. Melville Island (R.Fensham 1021)                                           |                                                                                         | NT                 |
| Cajanus mareebensis                                                                      |                                                                                         | QLD                |
| Caladenia amoena                                                                         | Charming Spider-orchid                                                                  | VIC                |
| Caladenia arenaria                                                                       |                                                                                         | NSW                |
| Caladenia argocalla                                                                      | White-beauty Spider-orchid                                                              | SA                 |
| Caladenia atroclavia                                                                     |                                                                                         | QLD                |
| Caladenia audasii                                                                        | McIvor Spider-orchid, Audas Spider-orchid                                               | VIC                |
| Caladenia behrii                                                                         | Pink-lipped Spider-orchid                                                               | SA                 |
| Caladenia bryceana subsp. bryceana                                                       | Dwarf Spider-orchid                                                                     | WA                 |
| Caladenia busselliana Hopper & A.P.Brown ms.                                             |                                                                                         | WA                 |
| Caladenia caesarea subsp. maritima                                                       | Cape Spider-orchid                                                                      | WA                 |
| Caladenia carnea var. subulata                                                           | Striped Pink Fingers                                                                    | VIC                |
| Caladenia colorata                                                                       | Small Western Spider-orchid, Coloured Spider-orchid                                     | SA, VIC            |
| Caladenia dorrienii                                                                      | Cossack Spider-orchid                                                                   | WA                 |
| Caladenia elegans Hopper & A.P.Brown ms.                                                 |                                                                                         | WA                 |
| Caladenia excelsa Hopper & A.P.Brown ms.                                                 |                                                                                         | WA                 |
| Caladenia fragrantissima subsp. orientalis                                               | Cream Spider-orchid                                                                     | VIC                |
| Caladenia fulva                                                                          | Tawny Spider-orchid                                                                     | VIC                |
| Caladenia gladiolata                                                                     | Bayonet Spider-orchid, Clubbed Spider-orchid                                            | SA                 |
| Caladenia hastata                                                                        | Melblom's Spider-orchid                                                                 | VIC                |
| Caladenia hoffmanii Hopper & A.P.Brown ms.                                               |                                                                                         | WA                 |
| Caladenia huegelii Hopper & A.P.Brown ms.                                                | Grand Spider-orchid, King Spider-orchid                                                 | WA                 |
| Caladenia lowanensis                                                                     | Wimmera Spider-orchid                                                                   | VIC                |
| Caladenia macroclavia                                                                    | Large-club Spider-orchid                                                                | SA                 |
| Caladenia richardsiorum                                                                  | Little Dip Spider-orchid                                                                | SA                 |
| Caladenia rigida                                                                         | White Spider-orchid                                                                     | SA                 |
| Caladenia robinsonii                                                                     | Frankston Spider-orchid                                                                 | VIC                |
| Caladenia rosella                                                                        | Rosella Spider-orchid, Little Pink Spider-orchid                                        | VIC                |
| Caladenia tensa                                                                          | Greencomb Spider-orchid, Rigid Spider-orchid                                            | NSW, SA, VIC       |
| Caladenia thysanochila                                                                   | Fringed Spider-orchid                                                                   | VIC                |
| Caladenia viridescens Hopper & A.P.Brown ms.                                             |                                                                                         | WA                 |
| Caladenia winfieldii Hopper & A.P.Brown ms.                                              |                                                                                         | WA                 |
| Caladenia xanthochila                                                                    | Yellow-lip Spider-orchid                                                                | NSW, SA, VIC       |
| Caladenia xantholeuca                                                                    | White Rabbits, Flinders Ranges White Caladenia                                          | SA                 |
| Callitris oblonga subsp. oblonga                                                         |                                                                                         | TAS                |
| Calochilus psednus                                                                       | Bearded Orchid                                                                          | QLD                |
| Calochilus richiae                                                                       | Bald-tip Beard-orchid                                                                   | VIC                |
| Calotis moorei                                                                           |                                                                                         | NSW                |
| Calytrix breviseta subsp. breviseta                                                      | Swamp Starflower                                                                        | WA                 |
| Carronia pedicellata                                                                     |                                                                                         | QLD                |
| Centrolepis caespitosa                                                                   |                                                                                         | WA                 |
| Chamelaucium sp. Gingin (N.G.Marchant s.n. 4/11/1988)                                    | Gingin Wax                                                                              | WA                 |
| Chingia australis                                                                        |                                                                                         | QLD                |
| Chordifex abortivus                                                                      | Manypeaks Rush                                                                          | WA                 |
| Chorizema humile                                                                         | Prostrate Flame Pea                                                                     | WA                 |
| Chorizema varium                                                                         | Limestone Pea                                                                           | WA                 |
| Conospermum densiflorum subsp. unicephalatum                                             | One-headed Smokebush                                                                    | WA                 |
| Conospermum toddii                                                                       | Victoria Desert Smokebush                                                               | WA                 |
| Conostylis dielsii subsp. teres                                                          | Irwin Conostylis                                                                        | WA                 |
| Conostylis drummondii                                                                    | Drummond's Conostylis                                                                   | WA                 |
| Conostylis lepidospermoides                                                              | Sedge Conostylis                                                                        | WA                 |
| Conostylis micrantha                                                                     | Small-flowered Conostylis                                                               | WA                 |
| Conostylis misera                                                                        | Grass Conostylis                                                                        | WA                 |
| Conostylis seorsiflora subsp. trichophylla                                               | Hairy Mat Conostylis                                                                    | WA                 |
| Conostylis setigera subsp. dasys                                                         | Boscabel Conostylis                                                                     | WA                 |
| Conostylis wonganensis                                                                   | Wongan Conostylis                                                                       | WA                 |
| Coopernookia georgei                                                                     | Mauve Coopernookia                                                                      | WA                 |
| Coprosma baueri                                                                          | Coastal Coprosma                                                                        | AET                |
| Coprosma pilosa                                                                          | Mountain Coprosma                                                                       | AET                |
| Corchorus cunninghamii                                                                   | Native Jute                                                                             | NSW, QLD           |
| Correa lawrenceana var. genoensis                                                        | Mountain Correa                                                                         | NSW, VIC           |
| Corybas sp. Finniss (R. Bates 28794)                                                     | Finniss Helmet-orchid                                                                   | SA                 |
| Cossinia australiana                                                                     | Cossinia                                                                                | QLD                |
| Craspedia preminghana                                                                    | Preminghana Billybutton                                                                 | TAS                |
| Crepidium lawleri                                                                        |                                                                                         | QLD                |
| Crepidomanes endlicherianum                                                              | Middle Filmy Fern                                                                       | AET                |
| Cyathea exilis                                                                           |                                                                                         | QLD                |
| Cycas megacarpa                                                                          |                                                                                         | QLD                |
| Cycas ophiolitica                                                                        |                                                                                         | QLD                |
| Cynanchum elegans                                                                        | White-flowered Wax Plant                                                                | NSW                |
| Cyperus cephalotes                                                                       |                                                                                         | QLD                |
| Cyphanthera odgersii subsp. occidentalis                                                 | Western Woolly Cyphanthera, Western Cyphanthera                                         | WA                 |
| Danthonia popinensis                                                                     |                                                                                         | TAS                |
| Daphnandra johnsonii                                                                     |                                                                                         | NSW                |
| Darwinia acerosa                                                                         | Fine-leaved Darwinia                                                                    | WA                 |
| Darwinia apiculata                                                                       | Scarp Darwinia                                                                          | WA                 |
| Darwinia carnea                                                                          | Mogumber Bell                                                                           | WA                 |
| Darwinia chapmaniana Marchant & Keighery ms                                              |                                                                                         | WA                 |
| Darwinia collina                                                                         | Yellow Mountain Bell                                                                    | WA                 |
| Darwinia ferricola N.G.Marchant & Keighery ms.                                           |                                                                                         | WA                 |
| Darwinia oxylepis                                                                        | Gillham's Bell                                                                          | WA                 |
| Darwinia sp. Carnamah (J.Coleby-Williams 148)                                            | Harlequin Bell                                                                          | WA                 |
| Darwinia sp. Williamson (G.J.Keighery 12717)                                             | Abba Bell                                                                               | WA                 |
| Darwinia wittwerorum                                                                     | Wittwer's Mountain Bell                                                                 | WA                 |
| Davidsonia pruriens var. jerseyana                                                       | Davidson's Plum, Ooray                                                                  | NSW                |
| Davidsonia sp. Mullumbimby-Currumbin Ck (A.G.Floyd 1595)                                 |                                                                                         | NSW, QLD           |
| Daviesia bursarioides                                                                    | Three Springs Daviesia                                                                  | WA                 |
| Daviesia cunderdin                                                                       | Cunderdin Daviesia                                                                      | WA                 |
| Daviesia euphorbioides                                                                   | Wongan Cactus                                                                           | WA                 |
| Daviesia megacalyx                                                                       | Long-sepalled Daviesia                                                                  | WA                 |
| Daviesia microcarpa                                                                      | Norseman Pea                                                                            | WA                 |
| Daviesia pseudaphylla                                                                    | Stirling Range Daviesia                                                                 | WA                 |
| Daviesia speciosa                                                                        | Beautiful Daviesia                                                                      | WA                 |
| Decaspermum sp. Mt Morgan (D.Hoy 71)                                                     |                                                                                         | QLD                |
| Dendrobium antennatum                                                                    | Antelope Orchid                                                                         | QLD                |
| Dendrobium brachypus                                                                     | Norfolk Island Orchid                                                                   | AET                |
| Dendrobium lithocola                                                                     |                                                                                         | QLD                |
| Dendrobium mirbelianum                                                                   | Dendrobium orchid                                                                       | QLD                |
| Dendrobium nindii                                                                        |                                                                                         | QLD                |
| Deyeuxia appressa                                                                        |                                                                                         | NSW                |
| Deyeuxia drummondii                                                                      | Drummond's Grass, Drummond Grass                                                        | WA                 |
| Dianella amoena                                                                          | Matted Flax-lily                                                                        | VIC                |
| Digitaria porrecta                                                                       | Finger Panic Grass                                                                      | NSW, QLD           |
| Diospyros mabacea                                                                        | Red-fruited Ebony, Silky Persimmon, Ebony                                               | NSW                |
| Diplazium pallidum                                                                       |                                                                                         | QLD                |
| Diploglottis campbellii                                                                  | Small-leaved Tamarind                                                                   | NSW, QLD           |
| Dipodium pictum                                                                          |                                                                                         | QLD                |
| Diuris basaltica D.L. Jones ined.                                                        |                                                                                         | VIC                |
| Diuris fragrantissima                                                                    | Sunshine Diuris, Fragrant Doubletail, White Diuris                                      | VIC                |
| Diuris lanceolata                                                                        | Snake Orchid                                                                            | TAS                |
| Diuris pedunculata                                                                       | Small Snake Orchid, Two-leaved Golden Moths, Golden Moths, Cowslip Orchid, Snake Orchid | ACT, NSW, QLD      |
| Diuris purdiei                                                                           | Purdie's Donkey-orchid                                                                  | WA                 |
| Dodonaea subglandulifera                                                                 |                                                                                         | SA                 |
| Drakaea confluens Hopper & A.P.Brown ms.                                                 |                                                                                         | WA                 |
| Drakaea elastica                                                                         | Glossy-leaved Hammer-orchid, Praying Virgin                                             | WA                 |
| Drakaea isolata Hopper & A.P.Brown ms.                                                   |                                                                                         | WA                 |
| Drakonorchis drakeoides Hopper & A.P.Brown ms.                                           |                                                                                         | WA                 |
| Drummondita ericoides                                                                    | Morseby Range Drummondita                                                               | WA                 |
| Dryandra anatona                                                                         | Cactus Dryandra                                                                         | WA                 |
| Dryandra aurantia                                                                        | Orange Dryandra                                                                         | WA                 |
| Dryandra ionthocarpa                                                                     | Kamballup Dryandra                                                                      | WA                 |
| Dryandra mimica                                                                          | Summer Honeypot                                                                         | WA                 |
| Dryandra montana                                                                         | Stirling Range Dryandra                                                                 | WA                 |
| Dryandra nivea subsp. uliginosa                                                          |                                                                                         | WA                 |
| Elaeocarpus sp. Rocky Creek (G.Read AQ 562114) aussi connu comme Elaeocarpus sedentarius | Minyon Quandong                                                                         | NSW                |
| Elaeocarpus williamsianus                                                                | Hairy Quandong                                                                          | NSW                |
| Endiandra cooperana                                                                      |                                                                                         | QLD                |
| Endiandra floydii                                                                        | Floyd's Walnut                                                                          | NSW, QLD           |
| Epacris apsleyensis                                                                      | Apsley Heath                                                                            | TAS                |
| Epacris exserta                                                                          | South Esk Heath                                                                         | TAS                |
| Epacris glabella                                                                         | Funnel Heath                                                                            | TAS                |
| Epacris grandis                                                                          | Grand Heath                                                                             | TAS                |
| Epacris hamiltonii                                                                       |                                                                                         | NSW                |
| Epacris sp. aff. virgata graniticola                                                     | Mt Cameron Heath                                                                        | TAS                |
| Epacris virgata sensu stricto Beaconsfield                                               | Pretty Heath, Dan Hill Heath                                                            | TAS                |
| Epiblema grandiflorum var. cyanea K.Dixon ms.                                            |                                                                                         | WA                 |
| Eremochloa muricata                                                                      |                                                                                         | QLD                |
| Eremophila denticulata subsp. trisulcata Chinnock ms.                                    |                                                                                         | WA                 |
| Eremophila lactea                                                                        | Milky Emu Bush                                                                          | WA                 |
| Eremophila nivea                                                                         | Silky Eremophila                                                                        | WA                 |
| Eremophila pinnatifida Chinnock ms.                                                      |                                                                                         | WA                 |
| Eremophila resinosa                                                                      | Resinous Eremophila                                                                     | WA                 |
| Eremophila scaberula                                                                     | Rough Emu Bush                                                                          | WA                 |
| Eremophila subteretifolia Chinnock ms.                                                   |                                                                                         | WA                 |
| Eremophila ternifolia                                                                    | Wongan Eremophila                                                                       | WA                 |
| Eremophila veneta Chinnock ms.                                                           |                                                                                         | WA                 |
| Eremophila verticillata                                                                  | Whorled Eremophila                                                                      | WA                 |
| Eremophila virens                                                                        | Campion Eremophila, Green-flowered Emu bush                                             | WA                 |
| Eremophila viscida                                                                       | Varnish Bush                                                                            | WA                 |
| Eriocaulon australasicum                                                                 | Southern Pipewort                                                                       | SA, VIC            |
| Eriocaulon carsonii                                                                      | Salt Pipewort, Button Grass                                                             | NSW, QLD, SA       |
| Eryngium fontanum                                                                        | Blue Devil                                                                              | QLD                |
| Eucalyptus absita                                                                        | Badgingarra Box                                                                         | WA                 |
| Eucalyptus balanites                                                                     | Cadda Road Mallee, Cadda Mallee                                                         | WA                 |
| Eucalyptus beardiana                                                                     | Beard's Mallee                                                                          | WA                 |
| Eucalyptus brevipes                                                                      | Mukinbudin Mallee                                                                       | WA                 |
| Eucalyptus burdettiana                                                                   | Burdett Gum                                                                             | WA                 |
| Eucalyptus conglomerata                                                                  | Swamp Stringybark                                                                       | QLD                |
| Eucalyptus copulans                                                                      |                                                                                         | NSW                |
| Eucalyptus crenulata                                                                     | Silver Gum, Buxton Gum                                                                  | VIC                |
| Eucalyptus crucis subsp. praecipua                                                       | Paynes Find Mallee                                                                      | WA                 |
| Eucalyptus cuprea                                                                        | Mallee Box                                                                              | WA                 |
| Eucalyptus dolorosa                                                                      | Dandaragan Mallee                                                                       | WA                 |
| Eucalyptus gunnii subsp. divaricata                                                      | Miena Cider Gum                                                                         | TAS                |
| Eucalyptus imlayensis                                                                    |                                                                                         | NSW                |
| Eucalyptus impensa                                                                       | Eneabba Mallee                                                                          | WA                 |
| Eucalyptus insularis                                                                     | Twin Peak Island Mallee                                                                 | WA                 |
| Eucalyptus leprophloia                                                                   | Scaly Butt Mallee, Scaly-butt Mallee                                                    | WA                 |
| Eucalyptus morrisbyi                                                                     | Morrisbys Gum                                                                           | TAS                |
| Eucalyptus pachycalyx subsp. banyabba                                                    |                                                                                         | NSW                |
| Eucalyptus phylacis                                                                      | Meelup Mallee                                                                           | WA                 |
| Eucalyptus pruiniramis                                                                   | Midlands Gum, Jingymia Gum                                                              | WA                 |
| Eucalyptus recurva                                                                       | Mongarlowe Mallee                                                                       | NSW                |
| Eucalyptus sp. Howes Swamp Creek (M.Doherty 19/7/1985 NSW 207054)                        |                                                                                         | NSW                |
| Euphrasia collina subsp. muelleri                                                        | Purple Eyebright, Mueller's Eyebright                                                   | VIC                |
| Euphrasia collina subsp. osbornii                                                        | Osborn's Eyebright                                                                      | SA                 |
| Euphrasia semipicta                                                                      | Peninsula Eyebright                                                                     | TAS                |
| Euphrasia sp. fabula                                                                     |                                                                                         | TAS                |
| Fimbristylis adjuncta                                                                    |                                                                                         | QLD                |
| Fontainea oraria                                                                         | Coastal Fontainea                                                                       | NSW                |
| Frankenia parvula                                                                        | Short-leaved Frankenia                                                                  | WA                 |
| Frankenia plicata                                                                        |                                                                                         | SA                 |
| Gardenia actinocarpa                                                                     |                                                                                         | QLD                |
| Gastrolobium glaucum                                                                     | Spike Poison, Wongan Poison                                                             | WA                 |
| Gastrolobium graniticum                                                                  | Granite Poison                                                                          | WA                 |
| Gastrolobium hamulosum                                                                   | Hook-point Poison                                                                       | WA                 |
| Genoplesium brachystachyum                                                               | Short-spiked Midge-orchid                                                               | TAS                |
| Genoplesium plumosum                                                                     | Plumed Midge-orchid                                                                     | NSW                |
| Genoplesium rhyoliticum                                                                  | Pambula Midge-orchid                                                                    | NSW                |
| Genoplesium tectum                                                                       |                                                                                         | QLD                |
| Gentiana baeuerlenii                                                                     |                                                                                         | ACT, NSW           |
| Gentiana wingecarribiensis                                                               | Wingecarribee Gentian                                                                   | NSW                |
| Gingidia montana                                                                         |                                                                                         | NSW                |
| Glyceria drummondii                                                                      | Nangetty Grass                                                                          | WA                 |
| Graptophyllum reticulatum                                                                | Veiny Graptophyllum                                                                     | QLD                |
| Grevillea acanthifolia subsp. paludosa                                                   |                                                                                         | NSW                |
| Grevillea althoferorum                                                                   |                                                                                         | WA                 |
| Grevillea batrachioides                                                                  | Mt Lesueur Grevillea                                                                    | WA                 |
| Grevillea beadleana                                                                      | Beadle's Grevillea                                                                      | NSW                |
| Grevillea caleyi                                                                         | Caley's Grevillea                                                                       | NSW                |
| Grevillea calliantha                                                                     | Foote's Grevillea, Cataby Grevillea, Black Magic Grevillea                              | WA                 |
| Grevillea christineae                                                                    | Christine's Grevillea                                                                   | WA                 |
| Grevillea curviloba subsp. curviloba                                                     | Curved-leaf Grevillea                                                                   | WA                 |
| Grevillea curviloba subsp. incurva                                                       | Narrow curved-leaf Grevillea                                                            | WA                 |
| Grevillea dryandroides subsp. dryandroides                                               | Phalanx Grevillea                                                                       | WA                 |
| Grevillea dryandroides subsp. hirsuta                                                    | Hairy Phalanx Grevillea                                                                 | WA                 |
| Grevillea guthrieana                                                                     |                                                                                         | NSW                |
| Grevillea humifusa                                                                       | Spreading Grevillea                                                                     | WA                 |
| Grevillea iaspicula                                                                      | Wee Jasper Grevillea                                                                    | NSW                |
| Grevillea infundibularis                                                                 | Fan-leaf Grevillea                                                                      | WA                 |
| Grevillea involucrata                                                                    | Lake Varley Grevillea                                                                   | WA                 |
| Grevillea maccutcheonii                                                                  | buisson                                                                                 | WA                 |
| Grevillea masonii                                                                        |                                                                                         | NSW                |
| Grevillea maxwellii                                                                      | Maxwell's Grevillea                                                                     | WA                 |
| Grevillea mollis                                                                         |                                                                                         | NSW                |
| Grevillea molyneuxii                                                                     |                                                                                         | NSW                |
| Grevillea murex                                                                          |                                                                                         | WA                 |
| Grevillea obtusiflora                                                                    | Grey Grevillea                                                                          | NSW                |
| Grevillea pythara                                                                        | Pythara Grevillea                                                                       | WA                 |
| Grevillea rara                                                                           | Rare Grevillea                                                                          | WA                 |
| Grevillea rivularis                                                                      | Carrington Falls Grevillea                                                              | NSW                |
| Grevillea scapigera                                                                      | Corrigin Grevillea                                                                      | WA                 |
| Grevillea wilkinsonii                                                                    | Tumut Grevillea                                                                         | NSW                |
| Habenaria macraithii                                                                     |                                                                                         | QLD                |
| Hakea dohertyi                                                                           | buisson                                                                                 | NSW                |
| Hakea pulvinifera                                                                        |                                                                                         | NSW                |
| Haloragis eyreana                                                                        | Prickly Raspwort                                                                        | SA                 |
| Haloragodendron lucasii                                                                  | Hal                                                                                     | NSW                |
| Helicteres sp. Glenluckie Creek (N.Byrnes 1280) Cowie                                    |                                                                                         | NT                 |
| Hemiandra gardneri                                                                       | Red Snakebush                                                                           | WA                 |
| Hemiandra rutilans                                                                       | Sargents Snakebush                                                                      | WA                 |
| Huperzia carinata                                                                        | Keeled Tassel-fern                                                                      | QLD                |
| Huperzia dalhousieana                                                                    | Blue Tassel-fern                                                                        | QLD                |
| Huperzia filiformis                                                                      | Rat's Tail Tassel-fern                                                                  | QLD                |
| Huperzia squarrosa                                                                       | Rock Tassel-fern, Water Tassel-fern                                                     | QLD                |
| Hydatella dioica                                                                         | One-sexed Hydatella                                                                     | WA                 |
| Hypocalymma longifolium                                                                  |                                                                                         | WA                 |
| Hypolepis distans                                                                        | Scrambling Ground-fern                                                                  | TAS                |
| Indigofera efoliata                                                                      |                                                                                         | NSW                |
| Irenepharsus trypherus                                                                   | Delicate Cress, Illawarra Irene                                                         | NSW                |
| Isoglossa eranthemoides                                                                  |                                                                                         | NSW                |
| Isopogon uncinatus                                                                       | Hook-leaf Isopogon                                                                      | WA                 |
| Jacksonia pungens J.Chappill ms.                                                         |                                                                                         | WA                 |
| Jacksonia quairading J.Chappill ms.                                                      |                                                                                         | WA                 |
| Jacksonia sp. Collie (C.J.Koch 177)                                                      | Collie Jacksonia                                                                        | WA                 |
| Kennedia macrophylla                                                                     | Augusta Kennedia                                                                        | WA                 |
| Lambertia echinata subsp. echinata                                                       | Prickly Honeysuckle                                                                     | WA                 |
| Lambertia echinata subsp. occidentalis                                                   | Western Prickly Honeysuckle                                                             | WA                 |
| Lambertia fairallii                                                                      | Fairalls Honeysuckle                                                                    | WA                 |
| Lambertia orbifolia                                                                      | Roundleaf Honeysuckle                                                                   | WA                 |
| Lasiopetalum pterocarpum E.M.Benn. & K.Shepherd ms.                                      |                                                                                         | WA                 |
| Lasiopetalum rotundifolium                                                               | Round-leaf Lasiopetalum                                                                 | WA                 |
| Lastreopsis calantha                                                                     | Shield-fern                                                                             | AET                |
| Lechenaultia laricina                                                                    | Scarlet Leschenaultia                                                                   | WA                 |
| Leionema equestre                                                                        |                                                                                         | SA                 |
| Leionema lachnaeoides                                                                    |                                                                                         | NSW                |
| Lepidium hyssopifolium                                                                   | Basalt Pepper-cress                                                                     | NSW, QLD, TAS, VIC |
| Lepidium monoplocoides                                                                   | Winged Pepper-cress                                                                     | NSW, VIC           |
| Lepidium peregrinum                                                                      | herbe                                                                                   | NSW, QLD           |
| Lepidosperma rostratum                                                                   | Beaked Lepidosperma                                                                     | WA                 |
| Leucochrysum albicans var. tricolor                                                      | Hoary Sunray                                                                            | TAS, VIC           |
| Leucopogon confertus                                                                     |                                                                                         | NSW                |
| Leucopogon gnaphalioides                                                                 | Stirling Range Beard Heath                                                              | WA                 |
| Leucopogon marginatus                                                                    | Thick-margined Leucopogon                                                               | WA                 |
| Leucopogon obtectus                                                                      | Hidden Beard-heath                                                                      | WA                 |
| Leucopogon sp. Coolmunda (D.Halford Q 1635)                                              |                                                                                         | QLD                |
| Lychnothamnus barbatus                                                                   |                                                                                         | QLD                |
| Macadamia jansenii                                                                       | Bulberin Nut                                                                            | QLD                |
| Macarthuria keigheryi                                                                    | Keighery's Macarthuria                                                                  | WA                 |
| Macrozamia cranei                                                                        |                                                                                         | QLD                |
| Macrozamia lomandroides                                                                  |                                                                                         | QLD                |
| Macrozamia pauli-guilielmi                                                               | Pineapple Zamia                                                                         | QLD                |
| Macrozamia platyrhachis                                                                  |                                                                                         | QLD                |
| Marattia salicina                                                                        | King Fern, Para, Potato Fern                                                            | AET                |
| Melaleuca sciotostyla                                                                    | Wongan Melaleuca                                                                        | WA                 |
| Melichrus hirsutus J.B.Williams ms.                                                      |                                                                                         | NSW, SA            |
| Melichrus sp. Gibberagee (A.S.Benwell & J.B.Williams 97239)                              |                                                                                         | NSW                |
| Microcarpaea agonis                                                                      |                                                                                         | QLD                |
| Micromyrtus grandis                                                                      |                                                                                         | NSW                |
| Microstrobos fitzgeraldii                                                                | Dwarf Mountain Pine, Blue Mountains Dwarf Pine                                          | NSW                |
| Microtis angusii                                                                         |                                                                                         | NSW                |
| Muehlenbeckia australis                                                                  | Shrubby Creeper, Pohuehue                                                               | AET                |
| Muehlenbeckia tuggeranong                                                                | Tuggeranong Lignum                                                                      | ACT                |
| Mukia sp. Longreach (D.Davidson AQ279935)                                                |                                                                                         | QLD                |
| Myoporum turbinatum                                                                      | Salt Myoporum                                                                           | WA                 |
| Myriophyllum lapidicola                                                                  | Chiddarcooping mMriophyllum                                                             | WA                 |
| Ochrosia moorei                                                                          | Southern Ochrosia                                                                       | NSW, QLD           |
| Olearia flocktoniae                                                                      | Dorrigo Daisy-bush                                                                      | NSW                |
| Olearia hygrophila                                                                       | Swamp Daisy, Water Daisy                                                                | QLD                |
| Olearia microdisca                                                                       | Small-flowered Daisy-bush                                                               | SA                 |
| Orthrosanthus muelleri                                                                   | South Stirling Morning Iris                                                             | WA                 |
| Pandanus spiralis var. flammeus                                                          | Edgar Range Pandanus                                                                    | WA                 |
| Paracaleana dixonii Hopper & A.P.Brown ms.                                               |                                                                                         | WA                 |
| Parsonsia dorrigoensis                                                                   | Milky Silkpod                                                                           | NSW                |
| Patersonia spirafolia                                                                    | Spiral-leaved Patersonia                                                                | WA                 |
| Pennantia endlicheri                                                                     | Pennantia                                                                               | AET                |
| Persoonia hirsuta                                                                        |                                                                                         | NSW                |
| Persoonia micranthera                                                                    | Small-flowered Snottygobble                                                             | WA                 |
| Persoonia mollis subsp. maxima                                                           |                                                                                         | NSW                |
| Persoonia nutans                                                                         |                                                                                         | NSW                |
| Petrophile latericola Keighery ms.                                                       |                                                                                         | WA                 |
| Phaius australis                                                                         | Lesser Swamp-orchid                                                                     | NSW, QLD           |
| Phaius bernaysii                                                                         |                                                                                         | QLD                |
| Phaius tancarvilleae                                                                     | Swamp Lily, Greater Swamp-orchid                                                        | QLD                |
| Phalaenopsis rosenstromii                                                                |                                                                                         | QLD                |
| Philotheca basistyla                                                                     | White-flowered Philotheca                                                               | WA                 |
| Philotheca wonganensis                                                                   | Wongan Eriostemon                                                                       | WA                 |
| Phreatia paleata                                                                         | orchidée                                                                                | AET                |
| Pimelea spicata                                                                          |                                                                                         | NSW                |
| Pimelea venosa                                                                           |                                                                                         | NSW                |
| Pityrodia scabra                                                                         | Wyalkatchem Foxglove                                                                    | WA                 |
| Plectranthus habrophyllus                                                                |                                                                                         | QLD                |
| Plectranthus nitidus                                                                     |                                                                                         | NSW, QLD           |
| Plectranthus omissus                                                                     |                                                                                         | QLD                |
| Plectranthus torrenticola                                                                |                                                                                         | QLD                |
| Plesioneuron tuberculatum                                                                |                                                                                         | QLD                |
| Pomaderris cotoneaster                                                                   | Cotoneaster Pomaderris                                                                  | NSW, VIC           |
| Pouteria costata                                                                         | Bastard Ironwood                                                                        | AET                |
| Pouteria eerwah                                                                          | Shiny-leaved Condoo, Black Plum, Wild Apple                                             | QLD                |
| Prasophyllum affine                                                                      | Culburra Leek-orchid, Kinghorn Point Leek-orchid, Jervis Bay Leek Orchid                | NSW                |
| Prasophyllum amoenum                                                                     |                                                                                         | TAS                |
| Prasophyllum apoxychilum                                                                 | Tapered Leek-orchid                                                                     | TAS                |
| Prasophyllum correctum                                                                   | Gaping Leek-orchid                                                                      | TAS, VIC           |
| Prasophyllum diversiflorum                                                               | Gorae Leek-orchid                                                                       | VIC                |
| Prasophyllum frenchii                                                                    | Maroon Leek-orchid, Slaty Leek-orchid, Stout Leek-orchid, French's Leek-orchid          | SA, VIC            |
| Prasophyllum petilum                                                                     |                                                                                         | ACT, NSW           |
| Prasophyllum secutum                                                                     |                                                                                         | TAS                |
| Prasophyllum suaveolens                                                                  | Fragrant Leek-orchid                                                                    | VIC                |
| Prasophyllum subbisectum                                                                 | Pomonal Leek-orchid                                                                     | VIC                |
| Prasophyllum tunbridgense                                                                | Tunbridge Leek-orchid                                                                   | TAS                |
| Prasophyllum uroglossum                                                                  | Wingecarribee Leek-orchid, Dark Leek-orchid                                             | NSW                |
| Prostanthera askania                                                                     | Tranquility Mintbush                                                                    | NSW                |
| Prostanthera eurybioides                                                                 | Monarto Mintbush                                                                        | SA                 |
| Prostanthera junonis                                                                     | Somersby Mintbush                                                                       | NSW                |
| Pteris kingiana                                                                          | King's Brakefern                                                                        | AET                |
| Pteris zahlbruckneriana                                                                  | Netted Brakefern                                                                        | AET                |
| Pterostylis aenigma                                                                      | Enigmatic Greenhood                                                                     | VIC                |
| Pterostylis atriola                                                                      |                                                                                         | TAS                |
| Pterostylis basaltica                                                                    | Basalt Greenhood                                                                        | VIC                |
| Pterostylis despectans                                                                   | Lowly Greenhood                                                                         | SA, VIC            |
| Pterostylis gibbosa                                                                      | Illawarra Greenhood, Rufa Greenhood, Pouched Greenhood                                  | NSW                |
| Pterostylis rubenachii                                                                   |                                                                                         | TAS                |
| Pterostylis saxicola                                                                     | Sydney Plains Greenhood                                                                 | NSW                |
| Pterostylis sp. Botany Bay (A.Bishop J221/1-13)                                          | Botany Bay Bearded Greenhood                                                            | NSW                |
| Pterostylis sp. Halbury (R.Bates 8425)                                                   | Halbury Greenhood                                                                       | SA                 |
| Pterostylis sp. Hale (R.Bates 21725)                                                     | Hale Dwarf Greenhood                                                                    | SA                 |
| Pterostylis sp. Northampton (S.D.Hopper 3349)                                            | Northampton Midget Greenhood                                                            | WA                 |
| Pterostylis ziegeleri                                                                    |                                                                                         | TAS                |
| Ptilotus fasciculatus                                                                    | Fitzgerald's Mulla-mulla                                                                | WA                 |
| Ptychosperma bleeseri                                                                    |                                                                                         | NT                 |
| Pultenaea parrisiae subsp. elusa                                                         | Elusive Bush-pea                                                                        | NSW                |
| Pultenaea selaginoides                                                                   | Clubmoss Bush-pea                                                                       | TAS                |
| Quassia sp. Mooney Creek (J.King s.n. 1949)                                              |                                                                                         | NSW                |
| Randia moorei                                                                            | Spiny Gardenia                                                                          | NSW, QLD           |
| Ranunculus prasinus                                                                      |                                                                                         | TAS                |
| Rapanea sp. Richmond River (J.H.Maiden & J.L.Boorman NSW 26751)                          | Purple-leaf Muttonwood, Lismore Muttonwood                                              | NSW                |
| Rhizanthella gardneri                                                                    | Underground Orchid, Western Australian Underground Orchid                               | WA                 |
| Ricinocarpos trichophorus                                                                | Barrens Wedding Bush                                                                    | WA                 |
| Roycea pycnophylloides                                                                   | Saltmat                                                                                 | WA                 |
| Rulingia prostrata                                                                       | Dwarf Kerrawang                                                                         | NSW, VIC           |
| Rulingia sp. Trigwell Bridge (R.Smith s.n. 20/6/1989)                                    | Trigwell's Rulingia                                                                     | WA                 |
| Rutidosis leptorrhynchoides                                                              | Button Wrinklewort                                                                      | ACT, NSW, VIC      |
| Sankowskya stipularis                                                                    |                                                                                         | QLD                |
| Sclerolaena napiformis                                                                   | Turnip Copperbur                                                                        | NSW, VIC           |
| Senecio behrianus                                                                        | Stiff Groundsel                                                                         | VIC                |
| Senecio evansianus                                                                       | composée                                                                                | AET                |
| Sphenotoma drummondii                                                                    |                                                                                         | WA                 |
| Spirogardnera rubescens                                                                  | Spiral Bush                                                                             | WA                 |
| Spyridium microphyllum                                                                   |                                                                                         | TAS                |
| Spyridium sp. (Little Desert)                                                            | Forked Spyridium                                                                        | VIC                |
| Stemodia haegii W.R.Barker ms.                                                           |                                                                                         | SA                 |
| Stenanthemum pimeleoides                                                                 | Spreading Stenanthemum                                                                  | TAS                |
| Stipa wakoolica                                                                          |                                                                                         | NSW, VIC           |
| Streblus pendulinus                                                                      | Siah's Backbone, Sia's Backbone, Isaac Wood                                             | AET                |
| Stylidium coroniforme                                                                    | Wongan Hills Triggerplant, Wongan Triggerplant                                          | WA                 |
| Swainsona recta                                                                          | Small Purple-pea, Mountain Swainson-pea                                                 | ACT, NSW, VIC      |
| Symonanthus bancroftii                                                                   | Bancrofts Symonanthus                                                                   | WA                 |
| Synaphea quartzitica                                                                     | Quartz-loving Synaphea                                                                  | WA                 |
| Tectaria devexa                                                                          |                                                                                         | AET, QLD           |
| Tetratheca deltoidea                                                                     | Granite Tetratheca                                                                      | WA                 |
| Tetratheca paynterae                                                                     | Paynter's Tetratheca                                                                    | WA                 |
| Thelymitra epipactoides                                                                  | Metallic Sun-orchid                                                                     | SA, VIC            |
| Thelymitra manginii K.Dixon & Batty ms.                                                  |                                                                                         | WA                 |
| Thelymitra stellata                                                                      | Star Sun-orchid                                                                         | WA                 |
| Thomasia sp. Green Hill (S.Paust 1322)                                                   | Green Hill Thomasia                                                                     | WA                 |
| Toechima pterocarpum                                                                     |                                                                                         | QLD                |
| Toechima sp. East Alligator (J.Russell-Smith 8418) NT Herbarium                          | arbre                                                                                   | NT                 |
| Trachymene saniculifolia                                                                 |                                                                                         | NSW                |
| Triplarina imbricata                                                                     |                                                                                         | NSW                |
| Triplarina nowraensis                                                                    | Nowra Heath-myrtle                                                                      | NSW                |
| Triunia robusta                                                                          |                                                                                         | QLD                |
| Tylophora linearis                                                                       |                                                                                         | NSW, QLD           |
| Tylophora rupicola                                                                       |                                                                                         | QLD                |
| Tylophora woollsii                                                                       |                                                                                         | NSW, QLD           |
| Typhonium jonesii                                                                        | herbe                                                                                   | NT                 |
| Typhonium mirabile                                                                       | herbe                                                                                   | NT                 |
| Typhonium taylori                                                                        | herbe                                                                                   | NT                 |
| Uromyrtus australis                                                                      | Peach Myrtle                                                                            | NSW                |
| Verticordia albida                                                                       | White Featherflower                                                                     | WA                 |
| Verticordia densiflora var. pedunculata                                                  | Long-stalked Featherflower                                                              | WA                 |
| Verticordia fimbrilepis var. fimbrilepis                                                 | Shy Featherflower                                                                       | WA                 |
| Verticordia hughanii                                                                     | Hughan's Featherflower                                                                  | WA                 |
| Verticordia pityrhops                                                                    |                                                                                         | WA                 |
| Verticordia plumosa var. ananeotes                                                       | Tufted Plumed Featherflower                                                             | WA                 |
| Verticordia plumosa var. pleiobotrya                                                     | Narrow-petalled Featherflower                                                           | WA                 |
| Verticordia plumosa var. vassensis                                                       | Vasse Featherflower                                                                     | WA                 |
| Verticordia spicata subsp. squamosa                                                      | Scaley-leaved Featherflower, Scaly-leaved Featherflower                                 | WA                 |
| Verticordia staminosa subsp. cylindracea                                                 | Granite Featherflower                                                                   | WA                 |
| Verticordia staminosa subsp. cylindracea                                                 |                                                                                         | WA                 |
| Villarsia calthifolia                                                                    | Mountain Villarsia                                                                      | WA                 |
| Vrydagzynea paludosa                                                                     |                                                                                         | QLD                |
| Westringia crassifolia                                                                   | Whipstick Westringia                                                                    | VIC                |
| Westringia kydrensis                                                                     |                                                                                         | NSW                |
| Wollemia nobilis                                                                         | Wollemi Pine                                                                            | NSW                |
| Wurmbea calcicola                                                                        | Naturaliste Nancy                                                                       | WA                 |
| Wurmbea tubulosa                                                                         | Long-flowered Nancy                                                                     | WA                 |
| Xanthorrhoea bracteata                                                                   |                                                                                         | TAS                |
| Xanthostemon formosus                                                                    |                                                                                         | QLD                |
| Xerothamnella herbacea                                                                   |                                                                                         | QLD                |
| Xylopia sp. Melville Island (J.Russell-Smith 2148) NT Herbarium                          | buisson                                                                                 | NT                 |
| Zehneria baueriana                                                                       | Native Cucumber, Giant Cucumber                                                         | AET                |
| Zieria adenophora                                                                        | Araluen Zieria                                                                          | NSW                |
| Zieria baeuerlenii J.A.Armstrong ms.                                                     |                                                                                         | NSW                |
| Zieria buxijugum J.Briggs & J.A.Armstrong ms.                                            |                                                                                         | NSW                |
| Zieria covenyi J.A.Armstrong ms.                                                         |                                                                                         | NSW                |
| Zieria floydii J.A.Armstrong ms.                                                         |                                                                                         | NSW                |
| Zieria formosa J.Briggs & J.A.Armstrong ms.                                              |                                                                                         | NSW                |
| Zieria granulata                                                                         | Hill Zieria, Hilly Zieria, Illawarra Zieria                                             | NSW                |
| Zieria ingramii J.A.Armstrong ms.                                                        |                                                                                         | NSW                |
| Zieria lasiocaulis J.A.Armstrong ms.                                                     |                                                                                         | NSW                |
| Zieria obcordata                                                                         |                                                                                         | NSW                |
| Zieria parrisiae J.Briggs & J.A.Armstrong ms.                                            |                                                                                         | NSW                |
| Zieria prostrata J.A.Armstrong ms.                                                       |                                                                                         | NSW                |
| Zieria sp. Brolga Park (A.R.Bean 1002)                                                   |                                                                                         | QLD                |